# Gallinago nobilis
Gallinago nobilis là một loài chim trong họ Scolopacidae.